# George Jerrard
George Birch Jerrard (Cornualha, 1804 — Long Stratton, Norfolk, Inglaterra, 23 de novembro de 1863) foi um matemático britânico.
Estudou no Trinity College, Dublin, de 1821 a 1827. Seu principal trabalho foi sobre a teoria das equações, sendo relutante em aceitar a validade do trabalho de Niels Henrik Abel sobre a impossibilidade de resolver equações do quinto grau por radiciação. Encontrou uma forma de usar a transformação de Tschirnhaus para eliminar três termos de uma equação, generalizando assim o trabalho de Erland Samuel Bring (1736–1798), atualmente conhecido como forma normal de Bring–Jerrard.

## Obras
- An essay on the resolution of equations, Part 1, Londres 1858, (online).